# Centros de Controle e Prevenção de Doenças
O Centros de Controle e Prevenção de Doenças (em inglês:  Centers for Disease Control and Prevention - CDC) é uma agência do Departamento de Saúde e Serviços Humanos dos Estados Unidos, sediada no Condado de DeKalb, Geórgia, Estados Unidos, adjacente ao campus da Emory University e a leste da cidade de Atlanta.
Trabalha na proteção da saúde pública e da segurança da população, provendo informações para embasar decisões quanto à saúde e promove esta através de parcerias com departamentos estaduais de saúde e outras organizações. O CDC concentra a atenção nacional no desenvolvimento e emprego de prevenção e controle de moléstias (especialmente contagiosas), saúde ambiental, saúde ocupacional, enfermagem, prevenção de acidentes e atividades de educação sanitária projetadas para aprimorar o bem-estar da população dos Estados Unidos da América.
Ela guarda hoje, juntamente com a State Research Center of Virology and Biotechnology (VECTOR) da Rússia, uma das duas únicas amostras do vírus da varíola existentes no mundo.